# Roeweria
Roeweria is een geslacht van hooiwagens uit de familie Gonyleptidae.
De wetenschappelijke naam Roeweria is voor het eerst geldig gepubliceerd door Mello-Leitão in 1923. 

## Soorten
Roeweria omvat de volgende 2 soorten:
- Roeweria bittencourti
- Roeweria virescens